# Liste des primats de l'Église syro-malankare orthodoxe
Liste des primats de l'Église syro-malankare orthodoxe

## Catholicos de l'Orient
- Mar Thoma I (en) (1653)
- Mar Thoma II (en) (1670-1686)
- Mar Thoma III (en) (1686-1688)
- Mar Thoma IV (en) (1688-1728)
- Mar Thoma V (en) (1728-1765)
- Mar Thoma VI (en) (également connu sous le nom de Mar Dionysius Ier) (1765-1808)
- Mar Thoma VII (en) (1808-1809)
- Mar Thoma VIII (en) (1809-1815)
- Mar Thoma IX (en) (1815)
- Pulukottil Joseph Mar Dionysios II (en) (1815-1816)
- Mar Philoxenos Kidangan (également connu sous le nom de Thozhiyur) (1816-1817)
- Punnathara Mar Dionysios III (en) (1817-1825)
- Cheppad Mar Dionysios IV (en) (1825-1855)
- Palakunnathu Mathews Mar Athanasios (en) (1843-1877)
- Pulicottil Joseph Mar Dionysios V (en) (1864-1909)
- Vattasseril Geevarghese Mar Dionysios VI (en) (1908-1934)
- Beselios Paulose (en) (1912-1914)
- Beselios Geevarghese I (en) (1925-1928)
- Beselios Geevarghese II (en) (1929-1964)

## Maphriens-Catholicos de l'Inde
- Baselios Augen Ier (1964-1975)
- Baselios Paulose II (1975-1996); Scission de l'Église malankare orthodoxe
- Baselios Thomas Ier (26 juillet 2002-aujourd'hui)